# Telkomcel
Telkomcel – wschodniotimorski dostawca telefonii komórkowej, jeden z głównych operatorów w kraju. Jego właścicielem jest Telekomunikasi Indonesia International (TL) SA.
Telkomcel został założony 17 września 2012. Oficjalnie rozpoczął działalność 17 stycznia 2013.